# Cynthia (film, 1947)
Pour plus de détails, voir Fiche technique et Distribution.
Cynthia est un film américain de comédie réalisé par Robert Z. Leonard, sorti en 1947.

## Fiche technique
- Titre original : Cynthia
- Réalisation : Robert Z. Leonard
- Scénario : Harold Buchman, Charles Kaufman et Buster Keaton (non crédité), d'après la pièce Cynthia ou The Rich Full Life de Viña Delmar
- Production : Edwin H. Knopf
- Société de production : MGM
- Directeur musical : Johnny Green
- Musique : Johnny Green
- Photographie : Charles Edgar Schoenbaum
- Montage : Cotton Warburton
- Direction artistique : Edward C. Carfagno et Cedric Gibbons
- Costumes : Irene
- Distribution : MGM
- Pays de production :  États-Unis
- Langue : anglais
- Format : noir et blanc – 35 mm – 1,37:1 – mono (Western Electric Sound System)
- Genre : Comédie dramatique
- Durée : 98 minutes
- Date de sortie : 
  - États-Unis : 29 août 1947

## Distribution
- Elizabeth Taylor : Cynthia Bishop
- George Murphy : Larry Bishop
- S.Z. Sakall : Professeur Rosenkrantz
- Mary Astor : Louise Bishop
- Gene Lockhart : Dr. Fred I. Jannings
- Spring Byington : Carrie Jannings
- Jimmy Lydon : Ricky Latham
- Scotty Beckett : Will Parker
- Carol Brannon : Fredonia Jannings
- Anna Q. Nilsson : Miss Brady, professeur d'anglais
- Morris Ankrum : M. Phillips, le principal
- Kathleen Howard : Mac McQuillan, la nurse
- Shirley Johns : Stella Regan
- Barbara Challis : Alice
- Harlan Briggs : J.M. Dingle
- Will Wright : Gus Wood